# Rhyacophila drotangpa
Rhyacophila drotangpa är en nattsländeart som beskrevs av Schmid 1970. Rhyacophila drotangpa ingår i släktet Rhyacophila och familjen rovnattsländor. Inga underarter finns listade i Catalogue of Life.